# Takeshi Kitano
Kitano Takeshi (japanska: 北野 武?), ofta skriven i västerlandet som Takeshi Kitano och även känd under smeknamnet Beat Takeshi (japanska: ビートたけし, Bīto Takeshi?), är en japansk skådespelare, komiker, konstnär, poet och filmregissör, född 18 januari 1947. Han är i Japan mest känd som komiker och TV-programledare, och utanför Japan mest för sina våldsamma gangsterfilmer om den japanska yakuzan.

## Biografi
Takeshi är den yngste av fyra barn till Kitano Kikujirō och Kitano Saki. Han har två bröder och en syster. Brodern Masaru är kommentator och lärare vid Meijiuniversitetet och har synts i japansk TV åtskilliga gånger.
Kitano gifte sig 1978 med Matsuda Mikiko, en före detta manzai-komedienn. Tillsammans har de en son och en dotter. Dottern Kitano Shoko är sångerska och skådespelare; hon agerade 1997 under artistnamnet Matsuda Shoko (Matsuda är moderns flicknamn) i faderns Hana-bi.
Augusti 1994 råkade Kitano Takeshi ut för en svår motorcykelolycka som gjorde honom delvis förlamad, och först efter en längre sjukhusvistelse återfick han full rörelseförmåga. Kitano bar vid tillfället ingen hjälm, vilket förvärrade hans skador. De nervösa tics som han är känd för härstammar från den här olyckan. Kitano, som i sitt regissörskap fascinerats av våld och död, har antytt att olyckan var ett sorts "omedvetet självmordsförsök".
Efter motorcykelolyckan återupptog Kitano sitt måleri, som påminner om den fransk-ryske målaren Marc Chagall. Hans målningar har synts i böcker, utställningar och på omslagen till åtskilliga filmmusiknga efter hans filmer. Målningarna uppmärksammades också som en del av handlingen i hans mest kritikerrosade film Hana-bi (1997).
Som en internationellt berömd filmskapare belönades han 2004 med en hedersutmärkelse av Meijiuniversitetet, 34 år efter att han avbröt sin studier vid skolan för att satsa på en karriär inom underhållning.
Kitano är en stor fan av den välkända enka-sångaren Hikawa Kiyoshi.

## Karriär

### Komiker
1970 lämnade Kitano Takeshi Meijiuniversitetet, efter fyra år av sin ingenjörsutbildning. Han fick arbete som hissreparatör på en nattklubb i Asakusa-distriktet i Tokyo, där man ägnade sig åt revy och striptease. Kitano lärde sig mycket av komikern Fukami Senzaburo, och fick så småningom hoppa in som sjukersättare i olika roller.
1971 bildade han The Two Beats (Beat Takeshi och Beat Kiyoshi) tillsammans med sin vän Kaneko Kiyoshi. Duon arbetade med manzai, satiriska sketcher baserade på improvisationer i ord.
1976 framträdde The Two Beats för första gången på TV och blev genast rikskändisar. Detta var till stor del tack vare Kitanos teman som var mer vågade än normalt för manzai-föreställningar. Han drog sig inte för att skämta med socialt svaga grupper av olika slag, inklusive fattiga, handikappade, barn och kvinnor. NHK fick in många anmälningar mot det hela, vilket ledde till att vissa dialoger censurerades och i slutändan till att Kitano fick ett femårigt portförbud på NHK:s inspelningsstudior. Trots kändisskapet med Two Beats beslöt Kitano i början av 1980-talet att fortsätta på egen hand och upplöste duon.
Vissa självbiografiska element från Kitanos manzai-karriär dyker upp i hans film från 1996, Kids return. Kaneko Kiyoshi återförenas dessutom tillfälligt med sin gamle vapendragare i 1999 års Kikujiros sommar.

### Skådespelare och regissör
Som skådespelare har Kitano främst engagerats i roller som hårdhudad gangster, alternativt som komiker. Hans första stora rolltolkning var emellertid den som sergeant Hara Gengo i den japansk-brittiska krigsfilmen Merry Christmas Mr. Lawrence (1983).
1989 fick han en roll som en sociopatisk och våldsinriktad detektiv i filmen Violent cop. Efter att regissören Fukasaku Kinji blivit sjuk, fick Kitano även ta över regin. Kitano arbetade om manuset och gjorde om sin rollfigur till en ensamvarg och dito antihjälte. Filmen blev en både publik- och kritikermässig framgång och Kitanos regidebut blev en stor karriärknuff framåt.
Kitanos andra film som regissör blev också hans första som manusförfattare. I 3-4 X jugatsu (1990) spelar Kitano själv rollen som en psykotisk och revanschlysten gangster. Här presenterade han sin egen filmstil, med extremt våld, konstig svar humor och frusna sekvenser.
Den tredje filmen, Ano natsu ichiban shizukana umi (engelska: A Scene at the Sea) saknade yakuza-inslag och var en mer romantisk och stillsam historia med en ung, döv kvinna i huvudrollen.
Med 1993 års Sonatine var Kitano tillbaka i maffiavärlden, och han började nu bli uppmärksammad även utanför Japans gränser. Kitano Takeshi själv spelar här en yakuza som blir skickad till Okinawa för att göra slut på ett gängkrig. I Sonatine skänker han en stilistisk hyllning till en av sina stora filminfluenser, maffiafilmsregissören Fukasaku Kinji. Utöver Fukasaku är den amerikanska filmen i allmänhet och Quentin Tarantino stora inspirationskällor.
1995 års Getting any? visade upp en Kitano som återvänt till sina rötter – komedin – i en film som driver med japansk populärkultur. Samma år fick han en (mindre) roll i den amerikanska filmen Johnny Mnemonic.
Vid inspelningen av Kids return 1996 var Kitano någorlunda återställd efter sin motorcykelolycka. Filmen, som utspelas bland boxningsklubbar och mafiosi, blev i Japan hans dittills mest framgångsrika.
Med 1997 års Hana-bi, kretsande kring en polisman och hans grubblerier inför våld och ond bråd död, cementerade Kitano sin status som en av den största av senare års japanska filmregissörer. Samtidigt fortsatte han parallellt sin karriär som skådespelare, bland annat 1999 i Nagisa Oshimas Gohatto och som en avdankad mafioso "på rymmen" i sin egen Kikujiros sommar. Den senare är en medkännande och infallsrik familjefilm, ganska långt från Kitanos välkända våldsamheter.
2000 spelade Kitano sig själv i Fukasakus mycket framgångsrika Battle Royale, en våldsam och kontroversiell thriller som både blev en stor utländsk framgång (distribuerad i 22 länder, totalförbjuden i flera andra) och en av årets tio största inhemska biosuccéer. Samma år kom Brother, som utspelades bland drogkarteller i Los Angeles och blev den första Kitano-filmen som spelades in på engelska.
I Dolls (2002) berättades tre olika versioner av den eviga kärleken. Filmen blev en framgång både hos publik och kritiker, efter det jämförelsevis ljumma mottagandet för Brother.
Nästa film kom att bli ytterligare en framgång.[källa behövs] I 2003 års samurajfilm Zatoichi var hans blinda rollfigur blond, något som bröt mot alla konventioner för hur rollsättningen i en samurajfilm ska se ut. Filmen blev Kitanos största japanska biosuccé och belönades med Silverlejonet vid Filmfestivalen i Venedig.
2005 släpptes Takeshis, presenterad med den något överraskande frasen "500 % Kitano – inget att tillägga!". 2007 kom komedin Kantoku Banzai!, följd året därpå av Akiresu to kame ('Akilles och sköldpaddan'). Dessa tre filmer formerade tillsammans en burlesk och självbiografisk Kitano-trilogi.
2010 års Outrage markerade Kitanos återkomst till yakuza-genren, och fortsatte med uppföljaren Outrage (2012).

### Samarbete med Hisaishi
Kitano har regelbundet använt sig av Hisaishi Joe som kompositör av filmmusiken till sina filmer. Under inspelningen av Dolls blev de två emellertid osams om vilken musik som skulle vara med i filmen, och de har inte samarbetat sedan dess.

## Utmärkelser
- 2003 – Silverlejonet för bästa regi vid Filmfestivalen i Venedig (Zatoichi)
- 2010 – Riddare av Frankrikes Arts et Lettres-orden[3]

## Filmografi (regissör)
- 1989 – Violent cop (japanska: (その男、凶暴につき, Sono otoko kyobo ni tsuki?)[4]
- 1990 – 3-4 X jugatsu (japanska: ３－４Ｘ１０月, San tai yon ekkusu jugatsu?) (även känd som Boiling point)[5]
- 1991 – Ano natsu ichiban shizukana umi (japanska: あの夏、いちばん静かな海, engelska: A Scene at the Sea)
- 1993 – Sonatine (japanska: ソナチネ, Sonachine?)
- 1994 – Getting any? (japanska: みんな〜やってるか！, Minnā-yatteruka!?)[6])
- 1996 – Kids return (japanska: キッズ・リターン, Kidzu ritān?)
- 1997 – Hana-bi
- 1999 – Kikujiros sommar (japanska: 菊次郎の夏, Kikujirō no natsu?)
- 2000 – Brother (japanska: ブラザー, Burazā?)[7]
- 2002 – Dolls (japanska: ドールズ, Dōruzu?)
- 2003 – Zatoichi (japanska: 座頭市, Zatōichi?)
- 2005 – Takeshis (japanska: タケシズ, Takeshizu?) (även känd som Takeshis'[8])
- 2007 – Chacun son cinéma (segmentet "Rencontre unique/One Fine Day")[9]
- 2007 – Kantoku Banzai! (japanska: (監督・ばんざい!, Kantoku・Banzai!?) (även känd som Long Live the Filmmaker)
- 2008 – Akiresu to kame (japanska: アキレスと亀, 'Akilles och sköldpaddan'?)
- 2010 – Outrage (japanska: アウトレイジ, Autoreiji?)
- 2012 – Outrage beyond (japanska: アウトレイジ ビヨンド, Autoreiji biyondo?)

## Fotnoter
1. ↑  I denna artikel används japansk namnföljd. Sålunda skrivs det japanska släktnamnet först och det givna namnet sist.